# نيك ميلينغتون
نيك ميلينغتون (بالإنجليزية: Nick Millington)‏ هو لاعب كرة قدم أمريكي في مركز الدفاع، ولد في 9 أغسطس 1991 في هارتفورد في الولايات المتحدة. شارك مع منتخب الولايات المتحدة تحت 17 سنة لكرة القدم ومنتخب الولايات المتحدة تحت 18 سنة لكرة القدم ومنتخب غيانا لكرة القدم. أما مع النوادي، فقد لعب مع نادي شمال كارولاينا.

## وصلات خارجية
- نيك ميلينغتون على موقع قاعدة بيانات كرة القدم.إي يو (الإنجليزية)
- نيك ميلينغتون على موقع ناشيونال فوتبول تيمز (الإنجليزية)
- نيك ميلينغتون على موقع Soccerway.com (الإنجليزية)